# Эссекс, Гарри
Гарри Эссекс (англ. Harry Essex; 29 ноября 1910 — 5 февраля 1997) — американский сценарист и режиссёр кино и телевидения середины XX века.
За свою карьеру, охватившую более 50 лет, Эссекс написал сценарии таких фильмов, как «Отчаянный» (1947), «Девушка под прикрытием» (1950), «Тайны Канзас-Сити» (1952), «Оно пришло из далёкого космоса» (1953), «Тварь из Чёрной Лагуны» (1954), «Сети зла» (1954) и «Сыновья Кэти Элдер» (1965). Кроме того, Эссекс выступил как сценарист и режиссёр фильмов «Суд — это я» (1953). «Зол на весь мир» (1955), «Человек-осьминог» (1971) и «Крематоры» (1972).
Сценарии фантастических фильмов «Оно пришло из далёкого космоса» и «Тварь из Чёрной лагуны» принесли Эссексу статус культового сценариста. Он был также известен как автор многочисленных пьес и романов.

## Ранние годы и начало карьеры
Гарри Эссекс родился 29 ноября 1910 года в Нью-Йорке, штат Нью-Йорк, США.
С ранних лет Эссекс мечтал стать писателем. Он начинал работать в нью-йоркских газетах The Daily Mirror и The Brooklyn Eagle, писал рассказы для еженедельников Collier’s и The Saturday Evening Post, а также начал сотрудничать с театрами.
В 1936 году Эссекс получил диплом Университета Сент-Джонс в Нью-Йорке, став социальным работником, а по ночам писал для театра.
В 1937 году пьеса Эссекса «Кое-что за ничто» была поставлена на Бродвее. Позднее Эссекс назвал её «оглушительным провалом».
Главным в тот период для Эссекса стало написание сценариев для кинофильмов, и в начале 1940-х годов он отправился в Голливуд, начав работать в киноиндустрии. В 1941 году он стал соавтором истории фантастического хоррора студии Universal Pictures «Монстр, рожденный людьми» (1941), главные роли в котором сыграли Лайонел Этуилл и Лон Чейни младший.
С вступлением США во Вторую мировую войну в 1942 году Эссекс пошёл служить в армию в войска связи.

## Кинокарьера после Второй мировой войны
Как пишет историк кино Том Уивер, после демобилизации Эссекс вернулся в Голливуд, чтобы продолжить карьеру в кинобизнесе. Вскоре он встретил старого знакомого, который занимался подбором драматургов для работы в качестве сценаристов на студии Columbia Pictures, юдагодаря чему получил первую штатную работу сценариста. Эссекс работал штатным сценаристом на студии Columbia с 1945 по 1948 год, после чего работал на студиях RKO Pictures, Universal Pictures, Metro-Goldwyn-Mayer и United Artists, а также на независимых студиях.
Первыми работами Эссекса на Columbia стали сценарии комедии «Опасный бизнес» (1946) с Форрестом Такером и Линн Меррик и детективного фильма «Бостонский Блэки и закон» (1946) с честером Моррисом в заглавной роли детектива, оба фильма поставил режиссёр Д. Росс Ледерман.
Год спустя Эссекс написал сценарий фильма «Отчаянный» (1947), «плотного триллера, который поставил Энтони Манн». Фильм рассказывает о водителе частного грузовика Стиве Рэндалле (Стив Броуди), которого банда во главе с Уолтом Рэдаком (Рэймонд Бёрр) обманом втягивает в ограбление мехового склада, в ходе которого убивают полицейского. Опасаясь как преследования полиции, так и мести со стороны бандитов, Стив вместе со своей молодой женой (Одри Лонг) вынужден податься в многомесячные бега, а в финале картины самостоятельно уничтожить Рудака. После выхода фильма на экраны журнал «Variety» назвал его «первоклассной гангстерской мелодрамой», в которой «Манн своей мастерской режиссурой делает упор на саспенс». Современный критик Дэвид Хоган назвал фильм «ясным, прямым и сильным, как хороший боксёрский удар», отметив, что он «сделан умело и увлекательно», хотя и с некоторыми незначительными недостатками в сценарии . Киновед Ричард Стейнер отметил, что «фильм движется на стремительной скорости, рассматривая множество неоднозначных ситуаций и достигая кульминации в жестокой смерти злодея». По мнению критика, этот «творчески поставленный фильм категории В так и не получил достойной оценки как один из лучших среди фильмов своего типа». Назвав картину «мини-классикой фильма нуар», критик Хэл Эриксон отметил, что фильм продемонстрировал «беспокойный, нуаровый поворот темы традиционных моральных ценностей, ответственности и вины», заявив далее, что с этой картиной «режиссёр Энтони Манн фактически вошёл в ряды режиссёров класса А, хотя ему и пришлось проработать ещё несколько лет с картинами категории В».
После малозаметной криминальной мелодрамы «Облава» (1947) Эссекс принял участие в работе над сценарием фильма нуар «Он бродил по ночам» (1948), который поставили Альфред Веркер и Энтони Манн на студии Eagle-Lion Films. Фильм получил высокую оценку критики. Журнал Variety, в частности, назвал его «высоко-напряжённым криминальным фильмом, перегруженным насилием, но сделанным изящно», оказывая «сильное воздействие» на зрителя.
В том же году для RKO Pictures Эссекс написал сценарий фильма нуар Ричарда Флейшера «Телохранитель» (1948), который рассказывал о бывшем копе (Лоуренс Тирни), который, устроившись на работу на мясоперерабатывающий завод, раскрывает действующую там воровскую преступную сеть. Современный киновед Деннис Шварц оценил картину как «крепкий, но рутинный криминальный боевик категории В, который смотрится как эпизод из телесериала о Майке Хаммере». По его мнению, «это в общем-то не столь значимый, стандартный триллер», в котором «было нетрудно вычислить виновных».
В 1950 году на Universal Эссекс принял участие в написании сценария скромного фильма нуар Джозефа Певни «Девушка под прикрытием» (1950). Картина рассказывала о внедрении молодой сотрудницы полиции (Алексис Смит) в банду наркоторговцев. По словам историка кино Хэла Эриксона, «зритель почти не столкнётся с неожиданностями в этом фильме, хотя режиссёру Джозефу Певни и удаётся добиться саспенса в кульминации картины». Как отмечает Эриксон, «это был самый нелюбимый фильм Алексис Смит, в котором она исполнила главную роль, хотя, будучи профессионалом, она полностью отдалась работе».
В 1950 году Эссекс написал для студии Columbia Pictures сценарий фильма «Убийца, запугавший Нью-Йорк» (1950). По сюжету картины, не зная того, прибывшая из-за границы контрабандистка (Эвелин Кейс) разносит по Нью-Йорку оспу. К сожалению, когда фильм ещё был в работе, студия 20th Century-Fox выпустила картину «Паника на улицах», в которой лёгочную чуму, не зная того, разносит по Новому Орлеану убийца. В результате фильм Эссекса почти на год был отправлен на полку. После выхода картины Босли Краузер в «Нью-Йорк Таймс» написал, что «живописная демонстрация масштаба проблемы» возникновения эпидемии оспы в таком крупном городе, как Нью-Йорк, «является единственным достоинством этой картины. Перенеся свои камеры на улицы Нью-Йорка, снимая реальные больничные сцены, массовые вакцинации и подробности городской жизни, режиссёр Эрл Макэвой смог передать тревогу людей перед лицом возможной эпидемии. Ему удалось увлекательно показать те чрезвычайные меры», с помощью которых сотрудники системы здравоохранения пытаются вычислить разносчика смертельной болезни и спасти город от эпидемии. Однако, по мнению Краузера, «сценарий Гарри Эссекса, который написан на основе реальной журнальной истории, шатает из стороны в сторону, что вносит сумятицу в обе сюжетные линии». По мнению современного критика Нэйтана Сазерна, «большую часть картины режиссёр Макэвой и сценарист Эссекс переплетают заурядную, избитую историю про контрабандистов бриллиантами и обманутую любовь с абсолютно увлекательной повествовательной линией об эпидемии оспы», которая частично основана на реальном событии. «Почему Эссекс и Макэвой не смогли сделать сюжетную линию с эпидемией главной (и единственной) в этом фильме, а почувствовали необходимость дополнить её, остаётся полной загадкой».
После вестерна «Почтовый поезд» (1950) с участием Алексис Смит и Стивена Макнелли, который режиссёр Реджинальд Ле Борг поставил на студии Universal, Эссекс вновь вернулся к жанру фильм нуар, написав для Universal сценарий фильма «Толстяк» (1951). В этой картине Джей Скотт Смарт сыграл полного частного детектива Брэда Раниона, который расследует дело об убийстве дантиста и его ассистентки, которое оказывается связанным с ограблением инкассаторской машины шестилетней давности. Фильм был построен по мотивам радиосериала, который выходил в эфир, начиная с 1946 года. Автором сериала был «создатель» «Тонкого человека», популярный детективный автор Дэшил Хэмметт. Однако незадолго до создания фильма Хэмметта отправили в тюрьму за отказ сотрудничать с Комиссией по расследованию антиамериканской деятельности Конгресса США, и в результате имя Хэмметта не было указано в титрах фильма. По мнению современного киноведа Крейга Батлера, «хотя „Толстяк“ не назовёшь классикой, это скромный и лёгкий развлекательный маленький детективный фильм». Заметно, что фильм «определённо сделан на скромном бюджете», однако «его дешевизна только прибавляет ему скромного обаяния». Как далее отмечает киновед, возможно, «кому-то фильм покажется слишком многословным, особенно, в первых двух третьих фильма, и действительно, порой он выдаёт своё происхождение из радиошоу». В целом, по словам Батлера, «если „Толстяк“ и не захватывает как „Мальтийский сокол“ или „Большой сон“, это всё равно это очень хороший небольшой детективный фильм».
В 1952 году Эссекс принял участие в работе над тремя фильмами нуар — «Модельное агентство» (1952), «История в Лас-Вегасе» (1952) и «Тайны Канзас-Сити» (1952). Сделанный на независимой студии Jack Dietz Productions фильм нуар Реджинальда Ле Борга «Модельное агентство» (1952) с участием Говарда Даффа и Колин Грей не имел особого успеха.
Фильм Роберта Стивенсона «История в Лас-Вегасе» (1952) был поставлен на студии RKO Pictures с участием таких звёзд, как Виктор Мэтьюр, Джейн Расселл и Винсент Прайс. Картина рассказывает о бывшей певице и её муже-банкире (Прайс), который неудачно играет в казино в попытке выкрутиться из своих долгов. Когда одного из ростовщиков находят убитым, подозрение падает на банкира, однако лейтенант полиции (Мэтьюр) находит истинного убийцу. Фильм получил в основном невысокие оценки критики. Так, Босли Краузер в «Нью-Йорк таймс» назвал его «одним из тех фильмов про азартные игры, от которого остаётся впечатление, что он делался прямо в ходе работы». Эта мелодрама о «женщине, несчастной в браке, которая возвращается туда, где у неё когда-то был роман, и которая снова впутывается в отношения со своим бывшим возлюбленным». Помимо этого, по словам Краузера, фильм содержит такие «мало связанные между собой ингредиенты, как шумная игра на фортепиано и пение Хоуги Кармайкла, убийство, кульминационная погоня за легковушкой на вертолёте среди пустыни, и, особенно, божественные формы Джейн Расселл». По мнению «Variety», «главный недостаток фильма заключается в неясности мотивов основных действующих лиц. Немного света в этом вопросе помогло бы делу, однако сценаристы и режиссёр, видимо, предпочитают держать как публику, так и исполнителей в темноте». Как написал Дик Восбург, фильм делался в параноидальную эпоху голливудской охоты на ведьм. В результате сценаристами фильма в титрах были указаны Эссекс и Эрл Фентон, однако их соавтор Пол Джеррико указан не был, так как в тот момент попал в чёрный список.
Фильм нуар Фила Карлсона «Тайны Канзас-Сити» (1952) для продюсера Эдварда Смолла и United Artists, стал одним из лучших фильмов в карьере Эссекса как сценариста. Фильм рассказывает о неудачливом водителе цветочного магазина (Джон Пейн), который оказывается несправедливо обвинённым в ограблении банка, после чего начинает самостоятельную охоту на преступников, и в итоге добивается не только их ликвидации, но и находит свою любовь. После выхода фильма кинокритик Босли Краузер написал, что «необычно большое число ударов по лицу, в живот и в пах, этих стандартных демонстраций враждебной злобы бандитов и преступников на экране, является единственной отличительной особенностью этого криминального фильма Эдварда Смолла… Практика жестокости в этом бессмысленном криминальном фильме не ограничивается только преступными и тёмными личностями, которые почти исключительно наполняют этот фильм… основную часть насилия осуществляет герой, бывший осуждённый, который пытается очистить своё имя,… что ни в коей мере не оправдывает его безобразных действий». По словам Краузера, фильм «не даёт ничего, кроме упражнений в порочности, выполненных не слишком ловко, которые нацелены исключительно на возбуждение любопытства и жестокости». Характеризуя работу создателей фильма, Краузер пишет, что «сценарий Джорджа Брюса и Гарри Эссекса — это лишённая логики криминальная басня, режиссёрская работа Фила Карлсона монотонна и однообразна, а главная роль сыграна Джоном Пейном скучно и прямолинейно…». С другой стороны, журнал Variety назвал фильм «быстрым, полным саспенса экшном», а современный критик Деннис Шварц указал, что это «насыщенный экшном фильм нуар с вспышками демонстративной жестокости, хотя саму историю вряд ли можно назвать правдоподобной». Отметив, что «фильм выполнен в полудокументальом стиле», Шварц пишет: «В полном соответствии с традициями жанра нуар, два озлобленных героя меняются местами и везением, при этом практически не видно разницы между нечистым на руку копом и бывшим уголовником».
В 1953 году Эссекс написал сценарии вестерна «Каньон дьявола» (1953), который поставил Веркер, а также политизированной шпионской драмы Фреда Ф. Сирса «49-й человек» (1953) с участием Джона Айрленда и Ричарда Деннинга. Фильм рассказывал о похищении Министерством обороны США вражеской ядерной бомбы, чтобы оценить готовность страны к отражению ядерного удара. Однако, как выясняется, за планами военного руководства страны скрываются действия советского агента, который планирует собрать и взорвать эту бомбу в одном из стратегически важных узлов США. Как написал о фильме Хэл Эриксон, «если нам и надо было иметь триллеры времён холодной войны, изобилующие плохими парнями-коммунистами, одетыми в мешковатые костюмы и называющими всех „товарищами“, очень жаль, что все эти фильмы не были такими же увлекательными, как этот фильм студии Columbia».
Эссекс поставил в общей сложности четыре фильма как режиссёр. Его первой режиссёрской работой стал сделанный в трёхмерном формате фильм нуар «Суд — это я» (1953), для которого Эссекс также написал сценарий по роману Микки Спиллейна. Фильм рассказывает о частном сыщике Майке Хаммере (Бифф Эллиот), который решает отомстить за убийство своего боевого товарища. По ходу расследования Майк раскрывает несколько преступлений, подвергается покушениям и избиением, сам избивает и убивает, общается с сексуальными красавицами, и, в конце концов, вычисляет убийцу своего друга. После выхода фильма на экраны кинообозреватель «Нью-Йорк Таймс» Говард Томпсон написал, что благодаря популярности романов Спиллейна было мало сомнений в том, что премьера фильма привлечёт к себе большое внимание. И действительно, «кинотеатр наполнился поклонниками автора, которые игриво водрузили трёхмерные очки и откинулись в креслах, чтобы посмотреть, что сделал Голливуд с бульварной классикой беспредела, страданий и грязи». Как далее указывает критик, «несмотря на то, обширный актёрский состав из парней и куколок во главе с Биффом Эллиотом прогрызается сквозь круто сделанную картину, преданно следующую принципам Спиллейна», тем не менее фильм смотрится «беспорядочно и вяло, как равнодушное выражение дани уважения фирменному стилю автора. Ведь Спиллейн, как известно, пишет горячо, а его сыщик, Майк Хаммер, является безжалостным и жестоким путешественником между спальней и баром, который несёт страшную месть своим врагам и укрощает одну за другой испепеляющих красавиц на своём пути. Однако, в фильме ничего этого нет». Как считает Томпсон, «лишённый Производственным кодексом своего садизма и секса, Майк Хаммер предстаёт как довольно скучная фигура. Сценарий и постановка Гарри Эссекса подбрасывают нашему герою несколько случайных драк, флиртов с квартетом готовых прийти ему на помощь красоток и семь свежих трупов, однако история так и остаётся просто обычным детективом». Остальные персонажи, по мнению обозревателя, «не менее стереотипны в своём шквале бессмысленных и злых крутых реплик, среди них есть и псевдоколлекционер искусства, и раздражительный капитан полиции, и криминальные личности различного масштаба, и, конечно, дамы. Вместе с тем, мистеру Эссексу в общем удаётся заставить этих синтетических людей прыгать, ползать и красться». С положительной стороны критик отмечает «отличную операторскую работу Джона Олтона», в которой «ненавязчиво и тонко использованы преимущества трёхмерного изображения», а также «мрачный, атональный джазовый фон Франца Ваксмана», однако, эти сильные стороны картины «оказываются растраченными впустую». Как написал современный критик Деннис Шварц, даже «Олтон не мог спасти этот скучный фильм от плохой актёрской игры, смехотворного диалога и неубедительного сценария».
По мнению историка кино Боба Порфирио, несмотря на то, что «многие элементы насилия, присутствующие в романе, удалены из картины, тональность мачистской сексуальности сохраняется, включая глубоко укоренённое женоненавистничество Спиллейна и его неприязнь к гомосексуалистам». А киновед Майкл Кини отметил, что «фильм начинается и заканчивается ударными сценами, но, всё остальное между ними скучно и утомительно. Есть лишь несколько увлекательных сцен драк, но сюжет развивается медленно и слишком запутан, а Эллиот не убедителен в роли грубого и мужественного, женоненавистнического и гомофобного детектива». Как написал историк кино Дэвид Хоган, «любая адаптация приключений Хаммера получится хорошо или плохо в зависимости от силы актёра, играющего Хаммера», и именно слабый актёр в ключевой роли «губит этот фильм». Вместе с тем, по мнению Хогана, «жестокие сцены поставлены хорошо и убедительно». . Киновед обращает внимание на то, что «всё происходит довольно стремительно, и в сценарии есть требуемые сюжетные повороты, однако они отходят на второй план, как только начинаются драки и стрельба». По мнению Хогана, «Эссекс в качестве режиссёра не более чем адекватен. В некоторых моментах фильм слишком статичен и слишком многие сцены смотрятся так, как будто сняты камерой зафиксированной в одной точке». При этом Хоган отмечает «великолепную постановку Эссексом титанической драки с участием множества лиц внутри знаменитого своей странностью Брэдбери-блидинга в Лос-Анджелесе», а также «потрясающие финальные кадры, когда Шарлотта (Пегги Кастл) начинает раздеваться перед Хаммером со словами: „Весь мир, Майк? Он мог бы быть твоим!“, на что Хэммер отвечает: „Я никогда не хотел мир! Лишь место для нас двоих!“, и этот момент становится лучшим у Эллиота. Самые последние строки романа не изменены и, безусловно, очень сильны».
В 1953—1954 годах Эссекс был сценаристом двух знаковых фантастических фильмов «Оно пришло из далёкого космоса» (1953) и «Тварь из Чёрной Лагуны» (1954), которые поставил режиссёр Джек Арнольд.
В 1953 году Эссекс переработал написанную по заказу студии Universal историю Рэя Брэдбери под названием «Метеор» в сценарий фильма «Оно пришло из далёкого космоса» (1953), в котором «пришельцы с необыкновенно большими глазами не собирались захватывать Землю, а лишь приземлились, чтобы отремонтировать свой космический корабль». Как позднее вспоминал Брэдбери, это был его первый опыт работы для кино. Он написал историю под названием «Метеор» и представил её студии, которая затем наняла его, чтобы разработать на основе истории предварительный вариант сценария. Вместо этого он фактически сделал полный сценарий. По словам Брэдбери, «они получили по сути готовый сценарий за общую сумму в три тысячи долларов, что стало моей зарплатой за четыре или пять недель работы. Получив мою работу, они уволили меня и наняли Гарри Эссекса для написания окончательного варианта сценария (как он сказал мне позже, его работа заключалась в том, чтобы был просто покрыть торт глазурью). Почему я так облегчил ему задачу, спросил он, когда мы встретились позже. Потому что, ответил я, я был дураком, и я был влюблён в идею — это хорошо для написания произведения, но плохо, когда ты снова оказываешься на улице и должен содержать семью».
По сюжету фильма астроном-любитель Джон Патнэм (Ричард Карлсон), вместе со своей невестой (Барбара Раш) становится свидетелем того, как в пустыне Аризоны падает НЛО, который затем на глазах Джона скрывается в песках. Вскоре некоторые жители ближайшего городка начинают вести себя странно, как будто их подменили. Джону удаётся установить контакт с приземлившимися существами и выяснить, что те совершили посадку на Землю только ради того, чтобы починить свой корабль. После этого Джон убеждает враждебно настроенных людей дать инопланетянам возможность закончить ремонт и покинуть Землю. В знак благодарности инопланетяне возвращают изменённым людям их изначальные сущности. По мнению историка кино Джеффа Стаффорда, «фильм продвигает концепцию инопланетного вторжения на более психологическом уровне, чем та, которая представлена, в частности, в романе Герберта Уэллса и снятом по нему фильме „Война миров“ (1953)». Кроме того, он выступает предостережением об опасности ксенофобии, характерной для эпохи Холодной войны. Положительно оценивший картину кинокритик Ричард Гиллиам отметил, что «режиссёр Джек Арнольд выстраивает историю согласно тщательно просчитанной композиции Брэдбери». В 1954 году за этот фильм Эссекс вместе с Джеком Арнольдом (как режиссёр) и Рэем Брэдбери (как автор истории) был удостоен номинации на премию «Хьюго» в категории «Лучшая драматическая презентация».
Работая с той же творческой группой, Эссекс на следующий год написал сценарий ещё одного классического фантастического фильма «Тварь из Чёрной Лагуны» (1954). Фильм рассказывает о группе учёных в верховьях Амазонки, которая обнаруживает в водоёме под названием Чёрная Лагуна следы таинственного Жаброчеловека, который убивает людей, оказывающихся на его пути. Учёным удаётся поймать чудовище и посадить его в клетку, однако затем Жаброчеловек разрывает клетку и сбегает, похитив привлекательную сотрудницу экспедиции. Лишь в самом финале учёным удаётся застрелить монстра и спасти девушку. После выхода фильма Энтони Вейлер дал ему в «Нью-Йорк таймс» ироничный отзыв, написав, что «непревзойдённая голливудская научно-фантастическая команда нашла ещё один затерянный мир и завоевала его в этом фильме… Происходящее над и под водой было снято в 3D, чтобы создать иллюзию глубины при просмотре через поляризованные очки». Однако, к сожалению, «это приключение не имеет глубины».
По мнению современного критика Денниса Шварца, у фильма «банальная история и невзрачные актёры», и современному зрителю он может доставить удовольствие только, если рассматривать его как пародию на жанр ужасов. В качестве положительных моментов картины критик отмечает «сочувственное изображение существа и отличную подводную операторскую работу, несмотря на то, что фильм, похоже, устарел, и его страшные моменты по сегодняшним стандартам не вызывают сильных эмоций». Как полагает историк кино Марк Демиг, «фильм сегодня может показаться более клишированным», однако именно он впервые ввёл ситуации и сюжетные ходы, известные по множеству последующих научно-фантастических фильмов. Как далее пишет Демиг, Жаброчеловек здесь представлен «грациозной и мощной силой» в воде, и «ещё более могущественным (хотя и менее загадочным)» существом на суше. Это был один из последних достойных фильмов о монстрах от Universal, студии, которая сделала больше других для жанра ужасов в 1930—1940-х годах. И хотя понятно, что это «фильм ужасов прошлого, в него заложено достаточно мастерства и крепкого духа, чтобы служить мощным напоминанием о том, насколько сильными могут быть даже второстепенные фильмы». Современный историк кино Лэнг Томпсон отметил, что в фильме присутствуют многие стереотипы фильмов ужасов своего времени — это и всецело положительный герой, его подружка модельной внешности, «монстр, который совершенно очевидно является человеком в резиновом костюме», увлечённость людей наукой и одновременно страх перед ней, тема влюблённости чудовища в красавицу и другие подобные моменты. Однако, по мнению критика, «главным является то, что это интересный и увлекательный фильм». Ведь он начинается с демонстрации сотворения мира, показывает блуждания в таинственных джунглях, живописного капитана лодки, размышляющих о науке учёных, девушку в купальнике и удивительное количество насильственных смертей. По словам Томпсона, фильм пользовался огромным успехом у публики, в результате чего в течение двух лет вышло два (хотя и менее удачных) сиквела картины.
В 1954 году Эссекс совместно с Джэком Уэббом и Ричардом Л. Брином написал сценарий полицейского процедурала «Сети зла» (1954), который основывался на чрезвычайно популярном радио сериале, который выходил с 1946 года, и последующем телесериале, который демонстрировался на телеэкранах с 1951 года, автором и продюсером которых был Джэк Уэбб. Фильм рассказывал о расследовании двумя детективами полицейского управления Лос-Анджелеса (Джек Уэбб, Бен Александер) жестокого убийства члена крупного криминального синдиката. По мнению кинокритика Хэла Эриксона, Уэббу удалось «поразительно удачно перенести лаконичную, плотно смонтированную, с большим количеством крупных планов» технику телесериала на большой экран.
Затем последовало несколько малопримечательных фильмов. После вестерна «Юго-западный проход» (1954) c Родом Камероном и Джоан Дрю, где Эссекс указан как автор идеи, он написал сценарий криминальной мелодрамы «Подростковая криминальная волна» (1954), а также написал сценарий и поставил фильм нуар «Зол на весь мир» (1954). Как написала о последнем фильме историк кино Сандра Бреннан, «в этой мрачной эксплуатационной драме мстительный отец вымещает свой гнев на подростках из молодёжной банды, которые брошенной бутылкой разбили голову его грудного ребёнка. Когда младенец оказывается в больнице на грани жизни и смерти, а полицейские не могут поймать преступников, отец в слепой ярости решает сам найти и наказать преступников. Лишь благодаря тому, что детектив следит за каждым его шагом, он успевает в итоге спасти жизнь отца». В фильме сыграли такие известные артисты, как Фрэнк Лавджой и Кэти О’Доннелл.
В 1954 году в прокате одновременно находилось пять лент Эссекса — «Суд — это я», «Оно пришло из далёкого космоса», «Каньон дьявола», «Тварь из Чёрной Лагуны» и «Юго-западный проход» — и все они были сделаны в трёхмерном изображении. В этот момент в голливудской прессе шутили: «У Гарри Эссекса так много трёхмерных фильмов, что следует обзавестись специальными очками для их просмотра».
Следующими работами Эссекса стали сценарии «крепких вестернов» — «Острый край» (1956) с Рори Кэлхуном и Ивонн Де Карло и «Одинокий человек» (1957), который поставил Генри Левин с такими актёрами, как Джек Пэланс, Энтони Перкинс и Нэвилл Брэнд <Years/>.
Несколько лет спустя вышел, вероятно, лучший вестерн Эссекса «Сыновья Кэти Элдер» (1965) с Джоном Уэйном, Дином Мартином и Мартой Хайер в главных ролях. В этом фильме четверо братьев-стрелков мстят за поруганную честь семьи. Поскольку Эссекс писал сценарий совместно с тремя другими авторами, один из критиков пошутил, что у каждого из братьев Элдер был, вероятно, собственный сценарист. По словам киноведа Джерри Реншоу, этот «традиционный вестерн сделан по стандартом 1960-х годов», хотя и поставлен режиссёром ветераном Генри Хэтэуэем с участием уже немолодого Джона Уэйна и многих актёров, с которым тот работал ранее. Однако этот фильм «далёк от того, чтобы просто демонстрировать актёрские достоинства Джона Уэйна. Вся творческая группа под руководством Хэтэуэя работала сплочённо, как хорошо отлаженная машина, чтобы создать простой, незатейливый жанровый фильм, который достигает нужного результата».
В 1970-е годы Эссекс был одним из продюсеров исторической сексуальной комедии «Подковёрные игры короля Генриха VIII» (1970), который прошёл совсем незаметно. За ним последовал вестерн «Отец и сын» (1971), рассказывающий о бывшем чёрном солдател-юнионисте (Билл Косби), который вместе с женой и сыном селится как ферме в Аризоне, сталкиваясь там с расовыми предрассудками. Эссекс написал сценарий этого фильма по собственному одноимённому роману, который вышел в том же году.
В 1971—1972 года Эссекс написал сценарии, спродюсировал и поставил два фантастических хоррора — «Человек-осьминог» (1971) и «Крематоры» (1972). Фильм «Человек-осьминог» рассказывает о морском чудовище, наполовину осьминоге, наполовину человеке, на которого натыкаются учёные в отделённом рыбацком местечке в Мексике. Как отмечает историк кино Фред Белдин, фильм написан и поставлен человеком, написавшим сценарий «Твари из Чёрной Лагуны», и «это смехотворное, малобюджетное монстр-шоу черпает вдохновение в фильмах о чудовищах 1950-х годов и в историях того времени, предостерегающих об угрозе ядерной войны» По словам Белдина, «естественно, весь смысл этого фильма построен вокруг Человека-осьминога, абсолютно нелепого создания огромной силы, которое ходит вертикально на двух щупальцах и имеет огромный неподвижный рот с клыками, расположенными по кругу». В фильме «Крематоры» (1972) инопланетная форма жизни, представляющая собой огромный шар живой материи, вторгается на землю, двигаясь вдоль моря и черпая силы путём поглощения энергии из людей. Год спустя Эссекс написал сценарий вестерна «Друзья» (1972), который произвела итальянская кинокомпания с Франко Неро и Энтони Куином в главных ролях. Это была последняя работа Эссекса в кинематографе.

## Карьера на телевидении
В 1958—1965 годах Эссекс активно работал для телевидения, написав сценарии многих популярных сериалов, среди них «Театр „Алкоа“» (1958, 1 эпизод), «Театр „Вестингауз — Дезилу“» (1959, 1 эпизод), «Бэт Мастерсон» (1959—1960, 4 эпизода), «Неприкасаемые» (1960—1961, 5 эпизодов). «Цель: коррупционеры» (1961—1961, 7 эпизодов), «Сансет-Стрип, 77» (1963, 5 эпизодов), «Театр саспенса „Крафт“» (1965, 1 эпизод) и «Я мечтаю о Джинни» (1965, 1 эпизод) <Years/>.

## Прочая творческая деятельность
Помимо работы для театра, кино и телевидения Эссекс также написал романы «Я вставляю свою правую ногу» (англ.  I Put My Right Foot In), «Отец и сын» (по которому был поставлен фильм), и «Марина» (англ.  Marina). По информации Variety, фильмы «Одинокий человек» и «Друзья» также были поставлены по книгам Эссекса. Кроме того, его рассказы «Перчатки» и «Однажды в квартале» послужили основой телесценариев.
Эссекс также написал пьесы «Кое-что за ничто», «Соседский роман», «Один для дамы», «Фэтти» (о жизни актёра немого кино Роско Арбакла), «Тёмная страсть» и «Сумерки».

## Оценка творчества
За время своей длительной голливудской карьеры Эссекс был автором и соавтором десятков сценариев фильмов и многочисленных телешоу. Он также написал множество пьес, романов и рассказов.
Наиболее памятными картинами Эссекса, которые обеспечили ему как сценаристу культовый статус, стали научно-фантастические фильмы «Оно пришло из далёкого космоса» (1953) и «Тварь из Чёрной Лагуны» (1955). К числу других наиболее значимых фильмов, над сценариями которых работал Эссекс, относятся «Он бродил по ночам» (1948), «Убийца, запугавший Нью-Йорк» (1950), «Толстяк» (1951), «Тайны Канзас-Сити» (1952), «Одинокий человек» (1957) и «Сыновья Кэти Элдер» (1965).

## Смерть
Гарри Эссекс умер 6 февраля 1997 года от сердечной недостаточности в медицинском центре Cedars-Sinai в Лос-Анджелесе в возрасте 86 лет.
После смерти у Эссекса остались сын, дочь, две сестры, внук и внучка. Его сын Дэвид Эссекс сыграл в фильмах отца «Человек-осьминог» (1971) и «Краматоры» (1972).
Как сказал об Эссексе его друг Дэвид Фриш, «если бы он был пьесой, то можно сказать, что она была сыграна великолепно».

## Фильмография
| Год       | Название                          | Оригинальное название                 | Фильм / телесериал    | В каком качестве участвовал   |
| --------- | --------------------------------- | ------------------------------------- | --------------------- | ----------------------------- |
| 1941      | Монстр, рожденный людьми          | Man Made Monster                      | фильм                 | автор рассказа                |
| 1946      | Бостонский Блэки и закон          | Boston Blackie and the Law            | фильм                 | сценарист                     |
| 1946      | Опасный бизнес                    | Dangerous Business                    | фильм                 | авто пьесы                    |
| 1947      | Отчаянный                         | Desperate                             | фильм                 | сценарист                     |
| 1947      | Облава                            | Dragnet                               | фильм                 | сценарист                     |
| 1948      | Телохранитель                     | Bodyguard                             | фильм                 | сценарист                     |
| 1948      | Он бродил по ночам                | He Walked by Night                    | фильм                 | автор дополнительных диалогов |
| 1950      | Убийца, запугавший Нью-Йорк       | The Killer That Stalked New York      | фильм                 | сценарист                     |
| 1950      | Девушка под прикрытием            | Undercover Girl                       | фильм                 | сценарист                     |
| 1950      | Почтовый поезд                    | Wyoming Mail                          | фильм                 | сценарист                     |
| 1951      | Толстяк                           | The Fat Man                           | фильм                 | сценарист                     |
| 1952      | Тайны Канзас-Сити                 | Kansas City Confidential              | фильм                 | сценарист                     |
| 1952      | История в Лас-Вегасе              | The Las Vegas Story                   | фильм                 | сценарист                     |
| 1952      | Модельное агентство               | Models Inc.                           | фильм                 | сценарист                     |
| 1953      | 49-й человек                      | The 49th Man                          | фильм                 | сценарист                     |
| 1953      | Каньон дьявола                    | Devil’s Canyon                        | фильм                 | авто адаптации                |
| 1953      | Суд — это я                       | I, the Jury                           | фильм                 | сценарист, режиссёр           |
| 1953      | Оно пришло из далёкого космоса    | It Came from Outer Space              | фильм                 | сценарист                     |
| 1954      | Тварь из Чёрной Лагуны            | Creature from the Black Lagoon        | фильм                 | сценарист                     |
| 1954      | Сети зла                          | Dragnet                               | фильм                 | сценарист                     |
| 1954      | Юго-западный проход               | Southwest Passage                     | фильм                 | сценарист, автор идеи         |
| 1955      | Зол на весь мир                   | Mad at the World                      | фильм                 | сценарист, режиссёр           |
| 1955      | Волна подростковой преступности   | Teen-Age Crime Wave                   | фильм                 | сценарист                     |
| 1956      | Острый край                       | Raw Edge                              | фильм                 | сценарист                     |
| 1957      | Одинокий человек                  | The Lonely Man                        | фильм                 | сценарист                     |
| 1958      | Театр «Алкоа»                     | Alcoa Theatre                         | телесериал            | сценарист (1 эпизод)          |
| 1959      | Театр «Вестингауз — Десзилу»      | Westinghouse Desilu Playhouse         | телесериал            | сценарист (1 эпизод)          |
| 1959-1960 | Бэт Мастерсон                     | Bat Masterson                         | телесериал            | сценарист (4 эпизода)         |
| 1959-1961 | Неприкасаемые                     | The Untouchables                      | телесериал            | сценарист (5 эпизодов)        |
| 1961-1962 | Цель: коррупционеры               | Target: The Corruptors                | телесериал            | сценарист (7 эпизодов)        |
| 1963      | Сансет-Стрип, 77                  | 77 Sunset Strip                       | телесериал            | сценарист (5 эпизодов)        |
| 1965      | Театр саспенса «Крафт»            | Kraft Suspense Theatre                | телесериал            | сценарист (1 эпизод)          |
| 1965      | Я мечтаю о Джинни                 | I Dream of Jeannie                    | телесериал (1 эпизод) | сценарист                     |
| 1965      | Сыновья Кэти Элдер                | The Sons of Katie Elder               | фильм                 | сценарист                     |
| 1970      | Подковёрные скандалы Генриха VIII | The Undercover Scandals of Henry VIII | фильм                 | продюсер                      |
| 1971      | Человек-осьминог                  | Octaman                               | фильм                 | сценарист, режиссёр, продюсер |
| 1971      | Отец и сын                        | Man and Boy                           | фильм                 | сценарист                     |
| 1972      | Крематоры                         | The Cremators                         | фильм                 | сценарист, режиссёр, продюсер |
| 1973      | Друзья                            | Los amigos                            | фильм                 | сценарист                     |
| 1985      | Рейс заложников                   | Hostage Flight                        | фильм                 | автор рассказа                |
| 1996      | Нечто из космоса 2                | It Came from Outer Space II           | фильм                 | сценарист                     |